# Blois Foot 41
Blois Foot 41 is een Franse voetbalclub uit Blois. De club ontstond in 1999 door een fusie tussen AAJ Blois en Blois Union Sportive. Onder de naam AAJ Blois speelde de club 9 seizoenen in de Division 2.

## Geschiedenis
AAJ Blois werd opgericht in 1912. Na een titel in de DH Centre in 1955 promoveerde de club naar de derde klasse en bleef daar met wisselend succes tot 1970 toen de club kampioen werd en naar de tweede klasse promoveerde. In de eerste twee seizoenen werd de club achtste en negende, daarna ging het bergaf en in 1975 degradeerde de club. Na drie seizoenen promoveerde de club terug en speelde de volgende vier jaar weer in de tweede klasse, maar kon daar nooit potten breken. De beste plaats was de twaalfde in 1981.
Na degradatie in 1982 ging het bergaf met de club en een paar jaar later verzeilde de club terug in de DH Centre, intussen de vijfde klasse. De jaren negentig brachten beterschap met een titel. De volgende vijf seizoenen speelde de club weer in de vierde klasse. In 1999 fusioneerde de club met US Blois, dat in 1984 opgericht werd. Na twee promoties op rij belandde de club in 2005 terug in de vierde klasse (CFA), maar werd daar meteen terug verwezen naar de CFA 2, waar de club nog steeds speelt. In 2010 degradeerde de club naar de DH Centre. In 2016 promoveerde de club weer. In 2018 promoveerde de club opnieuw. 

## Erelijst
DH Centre
1955, 1990, 2004